# Svolazzi
Nelle armature medievali, gli svolazzi o lambrecchini erano strisce di stoffa che scendevano dalla cima dell'elmo, come una sorta di criniera, probabilmente allo scopo di proteggerlo dall'eccessiva esposizione ai raggi solari.
Gli svolazzi apparvero in araldica, come ornamenti esteriori dello scudo, agli inizi del XIV secolo. Di solito scendono dalla cima dell'elmo, ove sono tenuti fermi dal cercine, fino ai fianchi dello scudo che costituisce la parte principale dello stemma, e ripetono i colori dello scudo o delle figure principali.
Per convenzione, generalmente accettata, l'interno degli svolazzi aveva come smalto un metallo, mentre l'esterno era del colore del cimiero; successivamente si preferirono gli smalti dello scudo.
Negli scudi delle dame vedove è possibile trovare un laccio d'amore impiegato con funzione di lambrecchini.

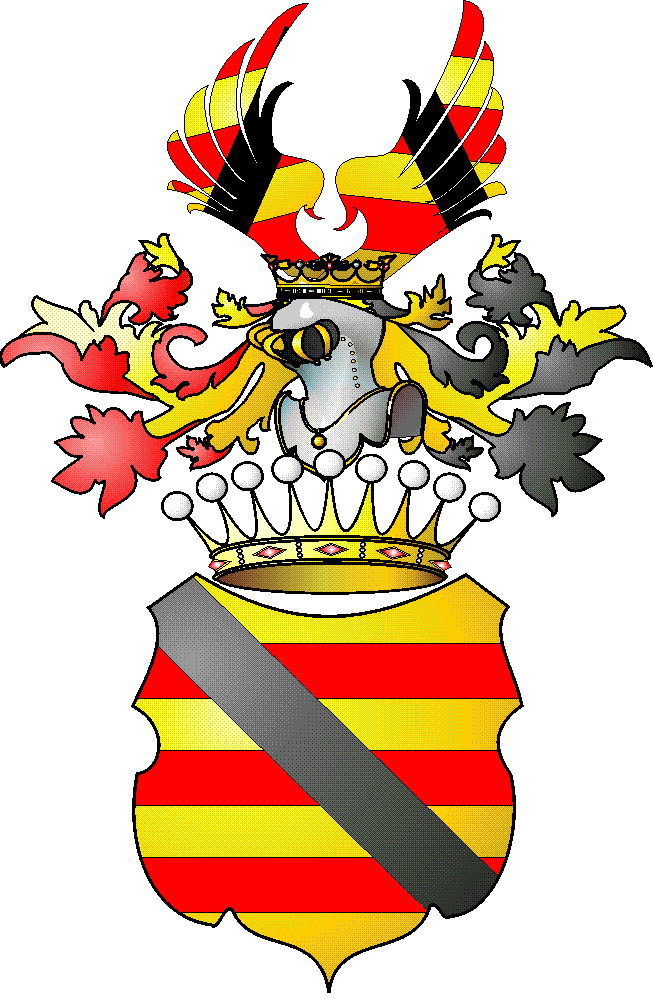
I lambrecchini (d'oro, di rosso e di nero) ripetono i colori dello scudo.
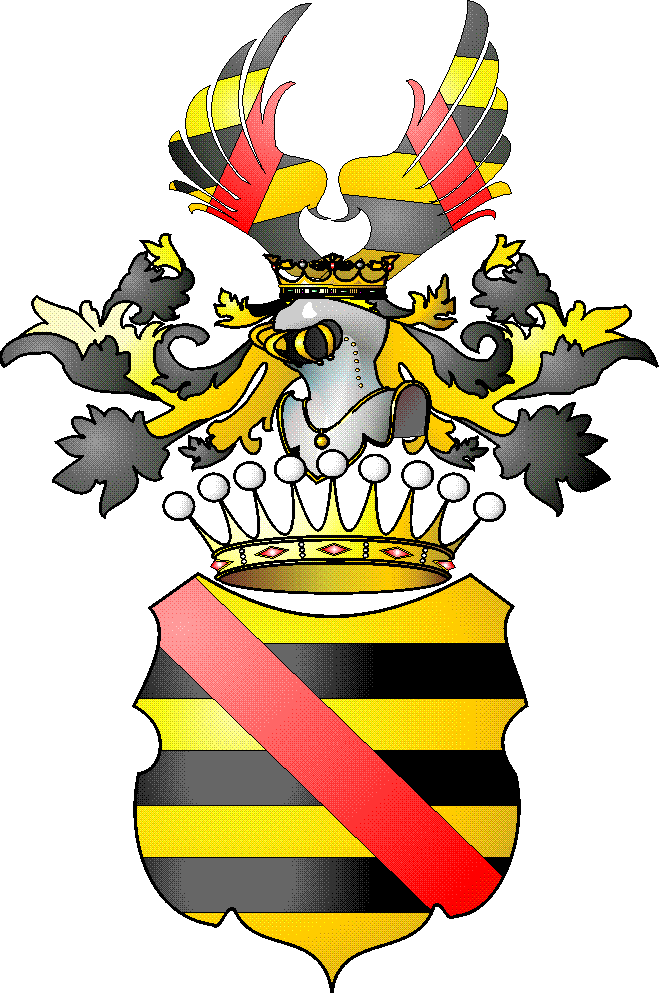
I lambrecchini non sono corretti, in quanto manca il colore rosso.

In alcuni casi il disegnatore delle armi introduce per i lambrecchini dei colori che soddisfano solo esigenze estetiche, ma sono inappropriati.

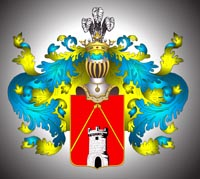
I lambrecchini non sono corretti, perché l'azzurro non compare nello stemma.